# Vlag van Hommerts-Jutrijp

Vlag van Hommerts-Jutrijp

De vlag van Hommerts-Jutrijp is de dorpsvlag van de Nederlandse dorpen Hommerts en Jutrijp, in de Friese gemeente Súdwest-Fryslân. De vlag werd in 2009 geregistreerd.

## Beschrijving
De beschrijving van de vlag is als volgt:
Drie horizontale banen groen, wit en zwart en op de scheiding van broeking en vlucht een rode ruit van 6/7 vlaghoogte en een breedte van 9/14 vlaghoogte met daarop een eikel en een afgescheurde zwijnenkop, boven elkaar geplaatst, beide van geel.
De kleuren zijn afkomstig van het dorpswapen.

## Symboliek
- Groene baan: duidt op het grasland rond beide dorpen.[2]
- Witte baan: staat voor het water in de omgeving van de dorpen.[2]
- Zwarte baan: verwijzing naar het laagveen.[2]

Ruit: een symbool voor de rechtspraak. De rode kleur staat onder meer voor bebouwing maar is ook terug te vinden in het wapen van het geslacht Van Hettinga. Deze familie bewoonde een stins nabij Hommerts.
- Eikel: ontleend aan de wapens van de families Van Hettinga en Van Terwisscha. Deze laatste familie bewoonde een stins nabij Jutrijp.[2]
- Zwijnenkop: terug te voeren op de plaatsnaam Jutrijp. Dit is ook te schrijven als Jortryp en Jort is een verkorte vorm van de naam Everhard. Dit betekent zoveel als "zo sterk als een everzwijn".[2]